# 哈提亚岛
22°40′N 91°00′E / 22.667°N 91.000°E
哈提亚岛（英語：Hatiya Island）是孟加拉国的一個島嶼，面積371平方公里。本島位於孟加拉湾北部梅克納河的河口，屬吉大港區諾阿卡利縣哈蒂亞烏帕齊拉。哈提亚岛與鄰近的波拉島與曼普拉岛人口密度均相當高 。2015年，孟加拉政府計劃將部份羅興亞人遷移到本島上。

## 文化
孟加拉國導演阿布杜拉·阿爾·馬蒙2010年執導的電影Doriya Parer Doulati即是以哈提亚岛上工人的生活為主題。